# Danh sách cầu thủ tham dự giải vô địch bóng đá trẻ châu Phi 2009

## Cameroon
| - 1. Joseph Asong (Union Sportivo) - 2. Haman Daouda (Coton Sport) - 3. Sylvain Abad Nang (Cercle Sportif Yaounde) - 4. Banana Yaya (Achille Fc) - 5. Enow Juvette Tabot (Tiko United) - 6. Charley Fomen (Panthere Du Nde) | - 7. Victor Cédric Nkoum (Paris St.) - 8. Yannick Émile Kamto Kamgang (Union De Douala) - 9. Brice Owona (Coton Sport) - 10. Jacques Zoua (Coton Sport) - 11. Tiko Messina (Duisburg-Germany) - 12. Aristide Ndoumbe Bosso (Anderlecht-Belgium) | - 13. Louisse Parfait (Genoa-Italy) - 14. Patrick Ekeng Ekeng (Canon Yaounde) - 15. Francis Monono Evambe (Tiko United) - 16. François Beyokol (Canon Yaounde) - 17. Gaitan D.S Seumou Mbakep (Us Montalcin) - 18. Jean Jules Bapidi Fils (Panthere Du Nde) |

## Bờ Biển Ngà
| - 1. Adama Cisse (Asec Mimosas) - 2. Xavier Kouassi (Sewe Sport) - 3. N’Goran Katalin Comoe (Sewe Sport) - 4. Troh César Hougnonhouon (Asec Mimosas) - 5. Kevin Fallet (Asec Mimosas) - 6. Kouakou Junior Mansou (Stade D’Abidjan) | - 7. Antoine N'Gossan (Asec Mimosas) - 8. Kouassi Koffi (Sewe Sport) - 9. Koro Issa Kone (Herta) - 10. Cyriac (Asec Mimosas) - 11. Sie Topio Coulibaly (Asec Mimosas) - 12. Bakary Kone (Asec Mimosas) | - 13. Zie Diabaté (Dynamo Bucarest-Romania) - 14. Jean Michaël Seri (Africa Sports) - 15. Ladji Tiezan Kone (Asec Mimosas) - 16. Yagnele Clovis Tahourou (Asec Mimosas) - 17. Vamouti Diomandé (Es Bingerville) - 18. Hugues Evrard Zagbayou (Asec Mimosas) |

## Ai Cập
| - 1. Ahmed Adbelaty Mohamed Rashed ENPPI - 2. Shehab El-Din Ahmed Al Ahly - 3. Hossam Arafat Zamalek - 4. Ayman Ashraf Al Ahly - 5. Mohamed Bassam (El Gaish) - 6. Ahmed Hegazy Ismaily | - 7. Ahmed Fathi Mohamed Mahmoud Mohamed (Al Qanah) - 8. Mohamed Abougabal Enppi - 9. Moaz El-Henawy Al Ahly - 10. Ahmed Magdi Ghazl El-Mehalla - 11. Hesham Mohamed Al Ahly - 12. Islam Ramadan(Haras Hedoud) | - 13. Salah Soliman Ghazl El-Mehalla - 14. Mohamed Mohssen Elsayed Youssef (Ismaily) - 15. Ahmed Shoukry Al Ahly - 16. Mohamed Talaat (Ahly Dubai) - 17. Mahmoud Toba Al Ahly - 18. Moustafa Youssef Abdelhamid Amin Hegab Zamalek |

## Ghana
| - 1. Daniel Adjei (Liberty Professionals) - 2. Samuel Inkoom (Asante Kotoko) - 3. Gladson Awako (Hearts Of Lions) - 4. Jonathan Mensah (Free State Stars,S.A.) - 5. Daniel Addo (King Faisal F.C.) - 6. David Addy (Randers F.C.-Denmark) | - 7. Enoch Kofi Adu (Ogc Nice-France) - 8. Emmanuel Agyemang-Badu (Asante Kotoko) - 9. Latif Salifu (Liberty Professionals) - 10. André Ayew (Lorient F.C.-France) - 11. Dominic Adiyiah (Fredrikstad FC-Norway) - 12. Ghandi Kassenu (Liberty Professionals) | - 13. Godfred Rockson Asiamah (Hearts Of Lions) - 14. Isaac Donkor (Liberty Professionals) - 15. Philip Boampong (Berekum Arsanals) - 16. Joseph Addo (Hearts Of Lions) - 17. Abeiku Quansah (Ogc Nice-France) - 18. Ransford Osei (Maccabi Haifa Israel) |

## Mali
| - 1. Ibrahim Mounkoro (Asko) - 2. Drissa Fane (Asko) - 3. Cheick Oumar Ballo (Asko) - 4. Samba Sow (R.C.Lens-France) - 5. Boubacar Sylla (Stade Malien) - 6. Souleymane Diabate (Jomo Cosmos) | - 7. Aboubacar Magassa (Csk) - 8. Ousmane Diarra (Asko) - 9. Morimakan Koita (Cob) - 10. Malamine Mariko (Csd) - 11. Yacouba Diarra (Ess) - 12. Boubacar Bangoura (Est) | - 13. Adama Traoré (PSG-France) - 14. Boubacar Sissoko (Asb) - 15. Moussa Guindo (Asec) - 16. Adama Keita (Asko) - 17. Moctar Fall (11Createurs) - 18. Seydou Simpara (Asko) |

## Nigeria
| - 1. Uche Okafor (Kaduna Utd) - 2. Samuel Tswanya (Niger Tornadoes) - 3. Okolie Chukwuka (First Bank FC) - 4. Nwankwo Obiora (Wikki T.) - 5. Kingsley Udoh (Akwa United FC) - 6. Edet Ibok (Cd.Ath.Bal- Spain) | - 7. Lukman Haruna (AS Monaco-France) - 8. Michael Uchebo (Enugu Rangers) - 9. Macauley Chrisantus (Hamburger SV-Germany) - 10. Rabiu Ibrahim (Sporting CP-Portugal) - 11. Matthew Edile Origoya (Salamanca-Spain) - 12. Dele Ajiboye (Wikki T.) | - 13. Yakubu Alfa (Helsingborg) - 14. Lukman Abdulkarim (Hakoah Amidar Ramat Gan) - 15. Oluwasina Abe (Sunshine) - 16. Frank Temile (Dynamo Kiev-Ukraine) - 17. Gbolahan Salami (Sunshine) - 18. Ganiyu Oseni (CSKA Moscow-Russia) |

## Nam Phi
| - 1. Boalefa Pule (Nw Academy) - 2. Sipho Nyafoza (Nw Academy) - 3. Coldrin Coetzee (Platinum Stars) - 4. Thulani Hlatshwayo (Ajax Cape Town) - 5. Ramahlwe Mphahlele (Moroka Swallows) - 6. Kamohelo Mokotjo (Supersport United) | - 7. Daylon Claasen (Ajax Amsterdam) - 8. Michael Morton (Orlando Pirates) - 9. Thulani Ngcepe (Moroka Swallows) - 10. Thulani Serero (Ajax Cape Town) - 11. Philani Khwela (Supersport United) - 12. Mandla Masango (Kaizer Chiefs) | - 13. Thabang Matuka (Platinum Stars) - 14. Phumelele Bhengu (Moroka Swallows) - 15. Bongani Sondhlane (Kaizer Chiefs) - 16. Thela Ngobeni (Kaizer Chiefs) - 17. George Maluleka (Supersport United) - 18. Mduduzi Nyanda (Orlando Pirates) |

## Rwanda(host)
| - 1. Jean-Luc Ndayishimiye (Atraco) - 2. Aimable Rucogoza (Rayon Sports) - 3. Annuar Kibaya (As Kigali) - 4. Arafat Serugendo (Apr) - 5. Michel Hitimana (Lajeunesse) - 6. Jean-Claude Iranzi (Apr) | - 7. Jean Mugiraneza (Apr) - 8. Haruna Niyonzima (Apr) - 9. Elias Uzamukunda (Apr) - 10. Heriman Ngoma (Apr) - 11. Ernest Kwizera (Apr) - 12. Yussuf Ndayishimiye (Rayon Sports) | - 13. Jean Bosco Ngaboyisibo (Rayon Sports) - 14. Robert Muvunyi (La Jeunesse) - 15. Aboubakar Nshimiyimana (Mukura) - 16. Christian Twahirwa (As Kigali) - 17. Eric Habimana (As Kigali) - 18. Emery Mvuyekure (Electrogaz) |

Bản mẫu:Giải vô địch bóng đá trẻ châu Phi